# Championnat de France féminin de handball 1989-1990
Navigation
Saison 1988-1989 Saison 1990-1991
Le championnat de France féminin de handball 1989-1990 est la trente-neuvième édition de cette compétition. Le championnat de Nationale 1A est le plus haut niveau du championnat de France de ce sport. Douze clubs participent à la compétition. 
À la fin de la saison, l'ASPTT Metz est désigné champion de France de Nationale 1A, pour la première fois de son histoire, devant l'USM Gagny. Metz a aussi remporté la Coupe de France 1989-1990.

## Modalités
Première phase
Les 12 équipes de Nationale 1A sont réparties dans deux poules de six équipes. Les clubs classés aux trois premières places de chacune des deux poules sont qualifiés pour participer à la deuxième phase de Division N1A. En revanche  les clubs classés aux quatrième, cinquième et sixième places de chacune des deux poule sont qualifiés pour participer à la deuxième phase de Division Nationale 1B.
Deuxième phase
Les 6 clubs de Nationale 1A se rencontrent en matches aller et retour. Le club classé à la première place au terme de la compétition est
déclaré « Champion de France 1990 ». 
La deuxième phase de Nationale 1B regroupe les 6 moins bons clubs de Nationale 1A et les clubs classés aux deux premières places de chacune des trois poules de la première phase de Division Nationale 1B. Les clubs classés à la première place de chacune des deux poules disputent le titre de champion de France Division Nationale 1B féminine en match aller et retour. Les six clubs classés aux trois premières places de chacune des
deux poules de la deuxième phase de Division Nationale 1B évolueront en Nationale 1A la saison suivante.

## Première phase
Les 12 équipes sont réparties dans deux poules :
| Poule 1 - ASPTT Metz (T) - ASUL Vaulx-en-Velin - Bordeaux Étudiants Club - Stade français Issy-les-Moulineaux - CMS Marignane (P) - Vallauris HBC (P) | Poule 2 - USM Gagny - ES Besançon - CSL Dijon - Dreux AC (P) - ASPTT Nice - ASPTT Strasbourg |

Les résultats et classements ne sont pas connus. En gras apparaissent les clubs aménes à évoluer dans la deuxième phase de Nationale 1A et en italiques apparaissent les clubs relégués dans la deuxième phase de Nationale 1B.

## Deuxième phase
Légende
- T : Tenant du titre
- F : Coupe de France 1989-1990
- P : Promu de D2 en début de saison

### Poule haute
Le classement de la poule haute du championnat de France de Nationale 1A :
1. ASPTT Metz (T, F)
2. USM Gagny
3. ASUL Vaulx-en-Velin
4. ES Besançon
5. CSL Dijon
6. Bordeaux Étudiants Club

Les résultats et le classement détaillé ne sont pas connus.

### Nationale 1B
Les 6 clubs dernier clubs de la première phase de Nationale 1A sont regroupés avec certains clubs de Nationale 1B :
- ASPTT Strasbourg : champion de France de Nationale 1B[3] et maintenu en N1A
- Stade français Issy-les-Moulineaux : maintenu en N1A
- ASPTT Nice : maintenu en N1A
- Dreux AC (P) : maintenu en N1A
- CMS Marignane (P) : relégué en N1B
- Vallauris HBC (P) : relégué en N1B
- A.L. Bouillargues : promu en N1A
- UMS Pontault-Combault : promu en N1A

Les 4 autres clubs de N1B, les résultats et les classements ne sont pas connus.

## Effectif du champion de France
L'effectif de l'ASPTT Metz-Marly, champion de France, était :
- Jocelyne Baillot[5]
- Isabelle Becker
- Sabine Dal Borgo
- Zita Galić
- Laurence Heitz
- Sophie Hugard
- Véronique Martins
- Chantal Philippe
- Sophie Remiatte
- Brigitte Smith
- Isabelle Wendling
- Corinne Zvunka

Entraîneur
- Olivier Krumbholz

## Statistiques
Classement des meilleures marqueuses
1. Zita Galić (ASPTT Metz-Marly) - 188 buts
2. Ljiljana Mugoša (USM Gagny 93) - 153 buts
3. Pascale Roca (CSL Dijon) - 98 buts
4. Isabelle Dugray (CSL Dijon) - 92 buts
5. Juliana Jonas (ASUL Vaulx-en-Velin) - 90 buts
6. Corinne Zvunka (ASPTT Metz-Marly) - 86 buts
7. Catherine Pibarot (ASUL Vaulx-en-Velin) - 80 buts
8. Joëlle Demouge (ES Besançon) - 74 buts
9. Sandra Erndt (USM Gagny 93) - 74 buts
10. Nathalie Ripault (Bordeaux EC) - 71 buts